# Lobianchella belenoides
Lobianchella belenoides is een soort in de taxonomische indeling van de Myzozoa, een stam van microscopische parasitaire dieren. Het organisme komt uit het geslacht Lobianchella en behoort tot de familie Urosporidae. Lobianchella belenoides werd in 1979 ontdekt door Corbel, Desportes & Théodoridès.